# Radoslav Filipović
Radoslav Filipović (serbisch-kyrillisch Радослав Филиповић; * 19. August 1997 in Novi Sad) ist ein serbischer Wasserballtorwart. Er gewann mit der Nationalmannschaft 2024 die olympische Goldmedaille.

## Sportliche Karriere
Der 1,96 Meter große Radoslav Filipović spielte 2024 in Rumänien bei CSM Digi Oradea.
Filipović war mit der serbischen Junioren-Nationalmannschaft Zweiter bei der Junioren-Weltmeisterschaft 2017.
In der Nationalmannschaft debütierte er bei der Europameisterschaft 2024 in der Nationalmannschaft, die Serben belegten den siebten Platz. Bei der Weltmeisterschaft in Doha einen Monat später verloren die Serben im Viertelfinale gegen die Kroaten und belegten den sechsten Rang.
Bei den Olympischen Spielen in Paris spielte Filipović in der Vorrunde in allen fünf Spielen, Ersatztorwart Vladimir Mišović wurde in zwei Spielen für insgesamt 19 Minuten eingewechselt. In der Vorrunde erreichte die serbische Mannschaft den vierten Platz. Nach Siegen über Griechenland mit 12:11 im Viertelfinale und das US-Team 10:6 im Halbfinale standen die Serben im Finale und trafen auf die Kroaten, die in der Vorrunde ebenfalls Gruppenvierte geworden waren. Serbien siegte im Endspiel mit 13:11. Radoslav Filipović spielte in Viertel- und Halbfinale durch. Im Endspiel wehrte er zehn Würfe der Kroaten ab. Zwanzig Sekunden vor Schluss des Endspiels wurde Vladimir Mišović eingewechselt, bekam aber keinen Ball mehr aufs Tor.